# Haos ambulant
Haos ambulant (titlu original: Chaos Walking) este un film american SF de aventuri distopic de acțiune din 2021 regizat de Doug Liman. Scenariul, creat de Patrick Ness și Christopher Ford, se bazează pe trilogia științifico-fantastică a lui Patrick Ness, Chaos Walking, adaptând prima sa carte, The Knife of Never Letting Go din 2008. Rolurile principale au fost interpretate de actorii Tom Holland, Daisy Ridley, Mads Mikkelsen, David Oyelowo și Nick Jonas. Este distribuit de Lionsgate.

## Prezentare
Urmărește pe Todd Hewitt un tânăr care trăiește într-o lume distopică fără femei, în care toate făpturile vii își pot auzi gândurile în fluxuri de imagini, cuvinte și sunete, numite „Zgomot”. Când Viola Eade, o tânără femeie, se prăbușește pe planetă, el o protejează de pericole.

## Distribuție
- Daisy Ridley - Viola Eade, o tânără care ajunge pe planeta Lumea Nouă
- Tom Holland - Todd Hewitt, un tânăr care trăiește pe planeta Lumea Nouă
- Mads Mikkelsen - primarul David Prentiss, liderul viclean al orașului Prentisstown
- Demián Bichir - Ben Moore, unul dintre tații adoptivi ai lui Todd
- Cynthia Erivo - Mathilde „Hildy”, liderul Farbranch, o așezare pașnică care se opune orașului Prentisstown
- Nick Jonas - David 'Davy' Prentiss, Jr., fiul primarului
- Ray McKinnon - Matthew Lyle, un rezident Farbranch din Prentisstown
- Kurt Sutter - Cillian Boyd, unul dintre tații adoptivi ai lui Todd
- David Oyelowo - Aaron, un predicator radical din Prentisstown